# Syl Johnson
Syl Johnson, geboren als Sylvester Thompson (Holly Springs (Mississippi), 1 juli 1936 – Mableton (Georgia), 6 februari 2022), was een Amerikaanse muzikant (zang, gitaar, harmonica) van de Chicago blues, soul en rhythm-and-blues.

## Biografie
Syl Johnson groeide op in een muzikaal gezin en was broer van de bassist Mac Thompson en de gitarist en zanger Jimmy Johnson. Hij werkte in de jaren 1950 in Chicago met onder anderen Magic Sam, Billy Boy Arnold en Junior Wells. In 1959 kwamen er opnamen met Jimmy Reed voor Vee-Jay Records. In datzelfde jaar kwam zijn eerste soloalbum uit bij Federal Records. Van 1959 tot 1962 toerde hij met Howlin' Wolf. Vervolgens werd hij door Willie Mitchell gecontracteerd bij het plaatselijke Hi Records.
Rond 1970 maakte Johnson opnames voor Twilight Records en Hi Records. Hij had een hit met Come on Sock It to Me afkomstig van het album Is It Because I'm Black (Twilight, 1970). In die jaren had hij ook succes met Is It Because I'm Black? en Take Me to the River (1975, #7 r&b-hitlijst). Dat laatste nummer zou Johnsons grootste succes worden. Later nam hij nog op voor de labels Shama en Boardwalk. In 2002 nam hij met zijn broer Jimmy Two Johnsons Are Better Than One op. Johnson werkte ook als muziekproducent voor onder meer Otis Clay waarvoor hij Hard Working Woman produceerde.
Johnson overleed thuis op 85-jarige leeftijd.

## Discografie
- 1968: Dresses Too Short (Twinight)
- 1970: Is It Because I'm Black? (Twinight)
- 1973: Back for a Taste of Your Love (Hi)
- 1974: Diamond in the Rough (Hi)
- 1975: Total Explosion (Hi)
- 1979: Uptown Shakedown (Hi)
- 1980: Bring Out The Blues In Me (Shama)
- 1982: Ms. Fine Brown Frame (Boardwalk)
- 1983: Suicide Blues (Isabel)
- 1988: Foxy Brown, Volume 1, December 1988 (Shama)
- 1994: Back in the Game (Delmark Records)
- 1995: This Time Together by Father and Daughter (Twinight) (met Syleena Johnson)
- 1995: Bridge to a Legacy (Antone's)
- 1999: Talkin' About Chicago (Delmark)
- 2000: Hands of Time (Hep' Me Records)
- 2002: Two Johnsons are Better Than One (Evangeline) (met Jimmy Johnson)
- 2003: Straight Up (P-Vine PCD-25004, Japan)
- 2013: Syl Johnson With Melody Whittle, featuring Syleena Johnson (Twinight 4086-CD2)

- Biblioteca Nacional de España: XX6385456
- Bibliothèque nationale de France: cb13895696j (data)
- Catàleg d'autoritats de noms i títols de Catalunya: 981058611570306706
- Gemeinsame Normdatei: 134418980
- International Standard Name Identifier: 0000 0001 1605 3201
- Library of Congress Control Number: n93062388
- MusicBrainz: 2e8cbd3d-44c0-4725-89e0-7db8010aa832
- Nationale Bibliotheek van Israël: 987011514675605171
- Réseau des bibliothèques de Suisse occidentale: 02-A017926365
- SNAC: w6pd0ttv
- Système universitaire de documentation: 255397488
- Virtual International Authority File: 21352804